# Astrocasia tremula
El trompillo o Astrocasia tremula, es una especie de planta medicinal perteneciente a la familia Phyllantheae. Se encuentra en México.

## Descripción
Es un arbusto o árbol pequeño que alcanza un tamaño de hasta 7 m de altura, aunque casi siempre aparece con 2 o 3 m de altura. La mayoría de las hojas son amplias de forma ovada de 12 cm de largo y 8 cm de ancho, verdes en el haz y muy pálidas y blanquecinas en el envés. Las flores tienen unas copitas pequeñas de donde salen los pétalos. Los frutos son cápsulas cafés.

## Distribución
Se distribuye desde el sur de México a Centroamérica, Cuba, Colombia y Venezuela.

## Hábitat
Habita en clima cálido, desde el nivel del mar hasta los 60 metros, asociada a bosques tropicales caducifolios, subcaducifolios y perennifolios.

## Propiedades
En Yucatán se emplea como contra veneno de serpientes; para tal efecto se utilizan las partes subterráneas, que se secan y convierten en cenizas, se maceran y son aplicadas localmente.

## Taxonomía
Astrocasia tremula fue descrita por (Griseb.) G.L.Webster y publicado en Journal of the Arnold Arboretum 39: 208. 1958.
Sinonimia
- Astrocasia phyllanthoides B.L.Rob. & Millsp.
- Diasperus tremulus (Griseb.) Kuntze
- Phyllanthus glabellus Fawc. & Rendle
- Phyllanthus tremulus Griseb. basónimo[3][4]